# Katsuramuki
Katsuramuki (japanisch 桂剥き) ist eine in der japanischen Küche verbreitete Schnitttechnik für Gemüse.
Verwendet werden Gemüse, die eine zylindrische Form aufweisen, wie z. B. Gurken, Zucchini, Möhren.
Das Messer muss dafür sehr scharf gehalten sein. In Japan ist das Usuba-Hōchō gebräuchlich. Grundsätzlich ist auch jedes andere Messer verwendbar, das eine Länge von ca. 17–20 cm, eine gerade Schneide und ein breites Blatt aufweist.
Das Lebensmittel wird axial drehend an die Klinge gehalten und so ein sehr dünnes und langes Band abgeschnitten bzw. geschält. Dieses Band kann weiter zu Julienne, die im japanischen Ken genannt werden, verarbeitet werden. Auch bei der Herstellung von Sushi kann das Band Verwendung finden.
Die Industrie hat zahlreiche Maschinen und Einrichtungen geschaffen, die die Katsuramuki-Technik vereinfachen sollen. Traditionell wird allerdings aus freier Hand geschnitten, wenn auch dazu einige Übung erforderlich ist.